# Pratt & Whitney PW1000G
Pratt & Whitney PW1000G é um motor turbofan, atualmente selecionado como motor exclusivo para os A220 da Airbus (anteriormente Bombardier CSeries), Regional Jet da Mitsubishi, e E-Jets E2 da Embraer, além de ser uma opção para o MC-21 da Irkut e para o A320neo da Airbus. Os primeiros motores entraram em uso comercial no final de 2015.